# 스필림베르고
스필림베르고(Spilimbergo, 독일어: Spengenberg; 프리울리어: Spilimberc 또는 Spilinberc)는 프리울리베네치아줄리아주의 이탈리아 지방에 있는 포르데노네 지역 분권체의 인구 11,961명의 코무네이다. 이 도시는 탈리아멘토강의 오른쪽에 위치한다. 이 도시는 1922년에 설립되었고 전 세계의 학생들이 다니는 프리울리 모자이크 학교(Scuola Mosaicisti del Friuli)의 본고장으로 유명하다.

## 역사
스필림베르고의 역사는 11세기경, 슈펭겐베르크 백작들이 케른텐주에서 도착하여 아퀼레이아의 주교의 봉신으로 행동하며 이 지역에 정착했을 때 시작된다. 도시의 이름은 카스트룸 데 슈펭겐베르크("슈펭겐베르크의 성")에서 유래한다.
그러나 인간 정착은 이미 오래전부터 존재했다. 그라디스카의 프라치오네에서는 다양한 카스텔리에르 유적이 발견되었으며, 이는 로마 시대까지 거슬러 올라가는 것으로 추정된다. 이곳에는 사칠레에서 독일까지 뻗어 있는 탈리아멘토강을 건너는 도로가 존재했다.
슈펭겐베르크 백작의 정착 이후 수세기 동안, 스필림베르고는 군사 요새이자 상업 네트워크의 중심지로 발전했다. 롬바르디아인, 토스카나인, 유대인과 같은 많은 "외국인"의 유입 덕분에 상당한 인구 및 도시 성장이 있었다. 발터페르톨도 2세 백작의 지시에 따라 1284년에 산타 마리아 마조레 아르치프레탈레 대성당의 건설이 시작되었는데, 이는 프리울리베네치아줄리아주 지역에서 가장 훌륭한 로마네스크-고딕 양식의 기념물 중 하나로 여겨진다.    은 시기의 다른 중요한 건물로는 일 팔라초 델 다치아리오(통행료 궁전), 라 카사 델 카피타노(대위의 집), 라 로자(현재 시청이 위치한 곳)가 있다. 1326년, 브레고니아 백작과 바르톨로메오 백작 덕분에 스필림베르고의 사법권은 스필림베르고 땅의 법령(Statuto della Terra di Spilimbergo)이라는 자체적인 입법 기관을 얻었다.
1420년, 이 도시는 프리울리 영토와 같은 운명으로 베네치아 공화국에 넘어갔다.
캉브레 동맹 전쟁은 이 지역에 특히 큰 타격을 주어, 친황제파(스트루미에리)와 친베네치아파(잠베를라니) 간의 갈등의 중심지가 되었다.
모든 역경에도 불구하고 스필림베르고는 다음 해에도 경제적 번영을 이어갔으며, 이는 문화적 측면에도 영향을 미쳤다. 이 시기에 성은 르네상스 양식으로 재건되었고, 조반니 안토니오 필라코르테, 일 포르데노네, 폼포니오 아말테오, 가스파로 나르베사, 이레네 디 스필림베르고와 같은 유명 예술가들의 다양한 예술 작품이 탄생했다. 문학 분야에서는 잔 도메니코 칸치아니니, 에우세비오 스텔라, 그리고 라틴어, 고대 그리스어, 히브리어 연구를 위한 아카데미의 설립자인 베르나르디노 파르테니오가 두각을 나타냈다. 발차로, 모나코, 스텔라, 치스테르니니, 파니오, 산토리니와 같은 활발한 부르주아 가문들의 기여도 주목할 만하다.

## 주요 볼거리
- 도시 성벽과 탑
- 대성당 (13세기)
- 성(1120년에 기록되었으나 1511년 화재로 소실됨)

## 인물
- 조반니 바티스타 카베달리스 (1794–1858), 이탈리아 애국자
- 이레네 디 스필림베르고 (1538–1559), 이탈리아 르네상스 화가이자 시인
- 가브리엘레 사로 (1976년 출생), 이탈리아 상업 음악 프로듀서, 작곡가, 바이올리니스트, 가수
- 마테오 스필림베르고
- 조반니 바티스타 아녤레티

## 같이 보기
- 스필림베르고 (성씨)